# Beach Boys Concert
Beach Boys Concert — концертный альбом американской рок-группы The Beach Boys, вышедший в 1964 году на Capitol Records. В американском хит-параде он занял 1-е место, являясь, таким образом, единственным альбомом группы с относительно новым материалом (у The Beach Boys был ещё один альбом, занявший 1-е место — сборник Endless Summer 1974 года).

## Обзор
Основой альбома послужил концерт в Civic Memorial Auditorium в Сакраменто, состоявшийся 1 августа 1964 года. Также были задействованы записи с концерта 21 декабря 1963 года (в частности, анонс конферансье Фреда Вейла в самом начале альбома). Из 13 композиций только пять написаны членами The Beach Boys; остальные являются кавер-версиями хитов других исполнителей: «The Little Old Lady from Pasadena» Jan and Dean, «Long, Tall Texan», «Monster Mash» Boris Pickett and the Crypt-Kickers (поэтому Майк Лав перед началом песни в шутку назван Борисом Лавом), инструментальная пьеса «Let’s Go Trippin’» Дика Дейла, «Papa-Oom-Mow-Mow» The Rivingtons, «The Wanderer» Диона, «Graduation Day» The Four Freshmen (перед началом песни музыканты отдают должное влиянию этой группы на стиль The Beach Boys), «Johnny B. Goode» Чака Берри. В исполнении The Beach Boys эти песни впервые появились на этом альбоме.
Стремясь к совершенству, Брайан Уилсон подверг оригинальные концертные записи серьёзной правке: в августе 1964 года были перезаписаны многие инструменты и вокальные партии, а песни «Fun, Fun, Fun» и «I Get Around» включают элементы оригинальных студийных записей. Парадоксальным образом, ко времени выхода альбома Брайан Уилсон принял решение не принимать более участие в концертах группы и сосредоточиться на работе в студии.

## Список композиций
| №  | Название                            | Автор(ы)                                     | Длительность |
| -- | ----------------------------------- | -------------------------------------------- | ------------ |
| 1. | «Fun, Fun, Fun»                     | Брайан Уилсон / Майк Лав                     | 2:26         |
| 2. | «The Little Old Lady from Pasadena» | Дон Альтфельд / Джан Берри / Роджер Кристиан | 3:00         |
| 3. | «Little Deuce Coupe»                | Б. Уилсон / Р. Кристиан                      | 2:27         |
| 4. | «Long, Tall Texan»                  | Генри Стрезлецкий                            | 2:32         |
| 5. | «In My Room»                        | Б. Уилсон / Гэри Ашер                        | 2:25         |
| 6. | «Monster Mash»                      | Борис Пиккет, Ленни Капицци                  | 2:27         |
| 7. | «Let’s Go Trippin’»                 | Дик Дейл                                     | 2:34         |

| №  | Название           | Автор(ы)                                              | Длительность |
| -- | ------------------ | ----------------------------------------------------- | ------------ |
| 1. | «Papa-Oom-Mow-Mow» | Карл Уайт / Ал Фрейзер / Сонни Харрис / Тёрнер Уилсон | 2:18         |
| 2. | «The Wanderer»     | Эрнест Мареска                                        | 2:00         |
| 3. | «Hawaii»           | Б. Уилсон / М. Лав                                    | 1:51         |
| 4. | «Graduation Day»   | Джо Шерман / Ноэль Шерман                             | 3:29         |
| 5. | «I Get Around»     | Б. Уилсон / М. Лав                                    | 2:42         |
| 6. | «Johnny B. Goode»  | Чак Берри                                             | 1:56         |

В 1990 году альбом был переиздан на одном компакт-диске вместе с концертным альбомом 1970 года Live in London и включал дополнительные песни: «Don’t Worry Baby» (запись 1 августа 1964 года) и «Heroes and Villains» (запись 25 августа 1967 года).

## Участники записи
- Майк Лав — вокал
- Карл Уилсон — соло-гитара, вокал
- Алан Джардин — ритм-гитара, вокал
- Брайан Уилсон — бас-гитара, вокал
- Деннис Уилсон — барабаны, вокал